# Maciste el coloso
Maciste el coloso (Maciste nella terra dei ciclopi) es una 
película de Italia de género peplum, dirigida por Antonio Leonviola en 1961, y protagonizada por  Chelo Alonso, Dante DiPaolo, Vera Silenti, Gordon Mitchell, Paul Wynter 
Fue la segunda película del legendario personaje en el cine sonoro tras más de cuarenta rodadas en el periodo mudo, y considerada una de las piezas de oro del peplum. 

## Argumento
Capys, cruel reina de Sadok y descendiente de la maga Circe, ha decidido raptar al pequeño hijo de Agisandro, último de los herederos de Ulises, y sacrificar al niño ante el último de los Cíclopes. Las huestes de Capys arrasan el pueblo de Coos, donde vive el pequeño, y matan a Agisandro. Sin embargo, el niño consigue salvarse y se encarga su custodia a Maciste.